# هارون جولدسميث
هارون جولدسميث (بالإنجليزية: Aaron Goldsmith)‏ هو مقدم برامج إذاعية أمريكي، ولد في 29 أغسطس 1983 في ويتشيتا في الولايات المتحدة.